# (5099) 1985 DY1
(5099) 1985 DY1 là một tiểu hành tinh vành đai chính. Nó được phát hiện bởi Henri Debehogne ở Đài thiên văn La Silla ở Chile ngày 16 tháng 2 năm 1985.